# Victorio Calabró
Victorio Calabró (4 de noviembre de 1929) es un político y sindicalista argentino. Siendo vicegobernador de la provincia de Buenos Aires fue presidente del senado de la misma, donde luego asumió como gobernador el 24 de enero de 1974, tras la renuncia de Oscar Bidegain; permaneció en el cargo hasta el 26 de marzo de 1976, cuando fue derrocado por el Proceso de Reorganización Nacional y reemplazado por el general de brigada Adolfo Sigwald.

## Trayectoria sindical
Perteneció a la Unión Obrera Metalúrgica de la República Argentina (UOMRA) como dirigente, presidente de la zona norte, tesorero durante la década de 1960 con figuras como José Ignacio Rucci, y estando al frente de la CGT con el "Lobo" Augusto Timoteo Vandor.
Por otra parte, Victorio Calabró, tesorero de la UOM nacional, se puso a disposición de Juan Domingo Perón, hecho que le permitió permanecer en la escena política del principal distrito electoral de la República —la provincia de Buenos Aires— y que la Conducción del PJ aceptara designarlo como a candidato a vicegobernador. La reapertura política de 1971/72 ya lo mostraba como un activo dirigente sindical peronista de la poderosa UOM, el congreso partidario de Avellaneda, del 16 de diciembre de 1972, elige en elecciones internas la fórmulagubernativa provincial del Frente Justicialista de Liberación (FREJULI) para las elecciones del 11 de marzo de 1973.

## Trayectoria política
De este modo, la dupla Oscar Bidegain - Victorio Calabró se constituyó en la fórmula del Frente Justicialista de Liberación para competir electoralmente por el ejecutivo provincial. Su lanzamiento se llevó a cabo el 26 de enero de 1973, en un acto en Vicente López. Fue elegido vicegobernador de Buenos Aires, acompañando a Bidegain, el 11 de marzo de 1973; asumió el cargo el 25 de mayo de ese año, junto con grupos de izquierda peronista, En abril de 1973 lanzaron oficialmente los Equipos Político Técnicos (EPT) que venían trabajando desde 1972, en diferentes áreas como salud, educación y vivienda, los cuales estaban destinados a integrar la ciencia, el arte y la técnica como herramientas de lucha política. Junto al gobernador Bidegain conjuntamente con el comandante en jefe del Ejército, general Raúl Carcagno, organizó el Operativo de Reconstrucción Provincial Manuel Dorrego, dirigido al auxilio de los habitantes de una extensa región bonaerense inundada en el sector centro-oeste de la misma, donde soldados conscriptos, el gobierno provincial y los militantes de Juventud Peronista reparan 7 centros hospitalarios, 34 escuelas, 12 caminos, 6 estratégicos canales de desagüe, 3 puentes, 300 cuadras en zonas urbanas. En 1974 Juan Domingo Perón decide quitarle apoyo político a Bidegain, causando su renuncia y la asunción de la gobernación por parte de Calabró el 24 de enero de 1974. En 1975 Calabró se acercó a los militares que estaban preparando el golpe de Estado y se enfrentó a la presidenta María Estela Martínez de Perón, abriendo un bloque antiverticalista. En noviembre el Partido Justicialista lo expulsó y en diciembre la presidenta elaboró un decreto para intervenir la provincia de Buenos Aires. La intención de intervenir la provincia de Buenos Aires y la remoción de Calabró, fue tomada por los tres comandantes, como una declaración de guerra. El 29 de diciembre, el triunvirato golpista envió al vicario castrense monseñor Adolfo Tortolo, para comunicarle a la presidenta la intimación a renunciar, dejándole claro que se trataba de una exigencia innegociable. Isabel se reunió entonces con los tres comandantes el 5 de enero de 1976, quienes en una reunión extremadamente violenta le exigieron la renuncia personalmente.
Llevó adelante investigación para la intensificación de los cultivos de ensayos de cereales, oleaginosos y especies forrajeras, del impulso de la avicultura y cunicultura (fuentes de sustitución de carnes rojas), de los trabajos de inseminación artificial dedicados a incorporar razas europeas a los rodeos, del crecimiento del cultivo de plantas forestales para la protección de suelos erosionables.